# Serguéi Kámenev
Serguéi Serguéievich Kámenev (en ruso: Серге́й Серге́евич Ка́менев; 4  (16) de abril de 1881 – 25 de agosto de 1936) fue un líder militar soviético que llegó a ser Comandante de Ejército de 1.ᵉʳ Rango.
Nació en Kiev. En la Primera Guerra Mundial comandó un regimiento. Se convirtió en miembro del Partido Comunista de la Unión Soviética (bolchevique) en 1918. En julio de 1919, sustituyó a Jukums Vācietis como comandante en jefe del Ejército Rojo durante la Guerra Civil Rusa. Fue miembro del Sóviet Militar Revolucionario (Revvoensoviet) de la URSS desde abril de 1924 a mayo de 1927. Murió de un ataque al corazón el 25 de agosto de 1936 después del Juicio de los dieciséis casualmente el mismo día que Lev Kámenev y Grigori Zinóviev fueron ejecutados y fue sepultado en la Plaza Roja, en la necrópolis de la Muralla del Kremlin.

## Primeros años
Kámenev nació en Kiev en una familia noble. Su padre era un ingeniero mecánico del "Arsenal" de Kiev, con rango de coronel de artillería. Soñaba con ser cirujano de niño, pero finalmente eligió la carrera militar. Se graduó en el Cuerpo de Cadetes Vladímirski de Kiev (1898), en la Escuela Militar Aleksándrovskoe de Moscú (en 1900, y terminó tercero en su clase) y en la Academia Nikoláievskaya del Estado Mayor de San Petersburgo en la primera categoría (1907). Kámenev entró en el servicio en 1900, fue a su Kiev natal, al 165.º Regimiento de Infantería Lutski, sirvió en el ejército en infantería, y sólo después se graduó en la academia de Estado Mayor.
Antes de la Primera Guerra Mundial, sirvió como ayudante principal del Estado Mayor del Distrito Militar de Irkutsk, ayudante principal del Estado Mayor de la Segunda División de Caballería y ayudante principal del Estado Mayor del Distrito Militar de Vilna. Además, Kámenev impartió clases de táctica y topografía en una escuela militar. En el período anterior a la guerra, Kámenev participó en numerosas maniobras y viajes de estudio, que ampliaron considerablemente sus horizontes y su formación como oficial de estado mayor y comandante. Durante estos viajes, Kámenev visitó las fortalezas de Kovno y Grodno. Estudió la desastrosa experiencia de la participación del ejército ruso en la guerra contra Japón.

## Primera Guerra Mundial
Kámenev participó en la Primera Guerra Mundial con el rango de capitán. Sirvió como ayudante principal del departamento de operaciones del 1.º Ejército, comandó el 30.º Regimiento de Infantería de Poltava. Según el certificado relacionada con su servicio en el cuartel general del Primer Ejército, Kámenev fue evaluado por sus superiores como "en todos los aspectos un destacado oficial de Estado Mayor y un excelente comandante en combate". Fue considerado apto para ser nombrado general.
En el puesto de comandante del regimiento, Kámenev se mostró como un líder firme, que poseía valor, orden y compostura, amaba los asuntos militares, conocía y se preocupaba por la vida de sus oficiales y soldados. Su preocupación por los soldados, al parecer, influyó en el hecho de que en 1917 fuera elegido comandante del regimiento.
Luego Kámenev ocupó el puesto de Jefe de Estado Mayor del 15.º Cuerpo de Ejército (en este cargo fue testigo de los acontecimientos de octubre de 1917) y Jefe de Estado Mayor del 3.º Ejército. Durante este período, Kámenev tuvo que ocuparse principalmente de las cuestiones de la desmovilización de las tropas. El cuartel general del ejército estaba situado en Pólatsk, pero debido a la ofensiva alemana fue evacuado a Nizhni Nóvgorod, donde terminó el servicio de Kámenev en el Ejército Imperial.

## En el Ejército Rojo
Tras su experiencia de trabajar con los soviets de soldados, Kámenev se unió bastante pronto a los bolcheviques como especialista militar, alistándose voluntariamente en el Ejército Rojo. Al parecer, consideró necesario continuar la lucha contra un enemigo externo, pero inicialmente no buscó involucrarse en la Guerra civil. (El apellido Kámenev también fue utilizado como seudónimo por un prominente bolchevique, miembro del Politburó y presidente del Soviet de Moscú, Lev Kámenev, con quien Serguéi Kámenev no estaba relacionado).
A partir de abril de 1918, Kámenev sirvió en el Frente Occidental, cubriendo el territorio de la Rusia soviética ante la posible reanudación de la guerra con Alemania. Desde el comienzo del nuevo período de servicio, Kámenev se enfrentó a los males del primer período de existencia del Ejército Rojo: partidismo, desobediencia, presencia de elementos criminales en las unidades subordinadas, deserción.
En agosto de 1918, Kámenev fue nombrado ayudante del jefe militar del destacamento de bloqueo occidental, Vladímir Yegóriev, y director militar de la región de Smolensk con la subordinación de los distritos de Nével, Vítebsk y Róslavl. La tarea de Kámenev en ese momento era hacerse cargo de los comarcas de la provincia de Vítebsk, así como la formación de divisiones para el Ejército Rojo. En poco tiempo, bajo su liderazgo, la división de Vítebsk y el destacamento de Róslavl fueron formados y enviados al Frente Oriental.

## Victoria contra Kolchak
Kámenev se hizo notar y comenzó a ser ascendido a puestos importantes en el otoño de 1918. Fue entonces, en septiembre de 1918, cuando se le confió el puesto clave de comandante del Frente Oriental. Sucedió a Jukums Vācietis, que se convirtió en comandante en jefe. La lucha contra los blancos se desarrolló en la región del Volga, y ya en octubre de 1918, las tropas del frente expulsaron al enemigo hacia el este. A finales de 1918 y principios de 1919, los rojos capturaron Ufá y Oremburgo. Sin embargo, debido a la ofensiva de primavera de los ejércitos de Kolchak, estas ciudades tuvieron que ser abandonadas, y el frente volvió a retroceder a la región del Volga.

En la campaña de 1919, Kámenev jugó un papel importante en la victoria sobre los ejércitos del almirante Kolchak en el frente oriental. Dirigió la exitosa contraofensiva del Frente Oriental que empujó a Kolchak al este de los Urales. Kámenev pidió que se le permitiera perseguir a Kolchak en Siberia, pero Trotski y Vācietis lo prohibieron, temiendo una emboscada (Trotski admitió más tarde que Kámenev tenía razón). Para entonces, Kámenev se había ganado el apoyo de Lenin.
En la guerra de los grandes ejércitos modernos, para la derrota real del enemigo necesitamos una suma de victorias continuas y sistemáticas en todo el frente de la lucha, que se complementen consistentemente y estén interconectadas en el tiempo... Nuestro 5.º Ejército fue casi derrotado por el Almirante Kolchak. Denikin casi destruyó todo el flanco derecho del Frente Sur. Wrangel había desorganizado a nuestro 13.º Ejército por completo. Y aún así la victoria no fue para Kolchak, ni para Denikin, ni para Wrangel. El bando que logró reunir sus golpes ganó, infligiéndolos continuamente y no permitiendo así que el enemigo curara sus heridas.

- Serguéi Kámenev, en 1921

## Comandante en Jefe del Ejército Rojo
Según su propia confesión, Kámenev no estaba bien informado de la situación política, que veía "como si estuviera envuelta en una niebla". Un importante papel en el desarrollo político de Kámenev lo desempeñó Serguéi Gúsev. En julio de 1919, como resultado del escandaloso "asunto" del Cuartel General del Consejo Militar Revolucionario, que se convirtió en una muestra de la lucha política de los grupos de la cúpula bolchevique, el comandante en jefe Vatsetis fue depuesto y arrestado junto con sus colaboradores más cercanos. Kámenev se convirtió en el nuevo comandante en jefe de todas las fuerzas armadas. Fueron los bolcheviques Serguéi Gúsev e Ívar Smilga, camaradas de Kámenev del Comité Militar Revolucionario (RVS) del Frente Oriental, los que influyeron en Lenin para tomar esta decisión. Como resultado, Kámenev estaba en el puesto de comandante en jefe - la posición más alta en la Rusia Soviética en la que un oficial militar no perteneciente al partido podía estar. Pável Lébedev, un exgeneral zarista y competente oficial del Estado Mayor, se convirtió en el aliado más cercano de Kámenev en la Guerra Civil, siendo su jefe de Estado Mayor tanto en el Frente Oriental como en el puesto de comandante en jefe.
Kámenev lideró la lucha contra las fuerzas del general Antón Denikin, que luego avanzaron sobre Moscú. Ya cuando estaba en el Frente Oriental, había elaborado un plan para luchar contra Denikin, que incluía acciones para evitar su integración con los ejércitos de Kolchak. Cuando Kámenev fue nombrado comandante en jefe, tal plan ya estaba obsoleto, ya que Kolchak estaba derrotado, y su conexión con los ejércitos blancos del sur de Rusia ya parecía improbable. Sin embargo, Kámenev mostró gran terquedad en la defensa de su plan, que preveía una ofensiva a través de la región del Don, donde los rojos serían ferozmente frenados por los cosacos. Al plan de Kámenev se opuso León Trotski, pero fue apoyado por Vladímir Lenin, que tenía poca comprensión de los asuntos estratégicos. Como resultado, los rojos fracasaron en la ofensiva de agosto del Frente Sur, y los blancos alcanzaron los lejanos accesos a Moscú (llegaron a Oriol y Mtsensk, lo que amenazó el principal arsenal soviético - Tula), poniendo en riesgo la existencia de la Rusia soviética.
Los planes tuvieron que ser cambiados urgentemente y la situación se salvó a través de acciones coordinadas de los frentes, como resultado de las cuales se alcanzó un punto de inflexión. Como comandante en jefe, Kámenev dirigió la lucha en otros frentes - contra el general Yudénich cerca de Petrogrado, contra los polacos durante la guerra soviético-polaca (Kámenev elaboró los planes para un ataque a Polonia), contra el general Wrangel en el sur (en este último caso, Kámenev participó personalmente en la planificación de la operación Perekop-Chongar de la guerra civil en Crimea). Tras el fin de la guerra civil a gran escala en noviembre de 1920, Kámenev dirigió operaciones para eliminar el bandidaje, las insurrecciones campesinas y para suprimir el levantamiento en Carelia (fue personalmente a dicha zona). Dirigió también la lucha contra los basmachís en el Turquestán. En el curso de esta lucha, Enver Pashá, que trató de resistir a los bolcheviques bajo las consignas del Panislamismo, fue eliminado.

## Evaluación
El comisario de guerra León Trotski hizo una importante evaluación de Kámenev:
Es difícil decir cuál de los dos coroneles (Vatsetis y Kámenev) tenía más talento. Ambos poseían indudables cualidades estratégicas, ambos tenían experiencia en una gran guerra, ambos se distinguían por un temperamento optimista, sin el cual es imposible comandar. Vatsetis era más testarudo, caprichoso, y sin duda sucumbió a la influencia de elementos hostiles a la revolución. Kámenev era incomparablemente más fácil y sucumbió fácilmente a la influencia de los comunistas que trabajaban con él... Kámenev era sin duda un comandante capaz, con imaginación estratégica y capacidad de asumir riesgos. Le faltaba profundidad y firmeza.
En general, Kámenev gozaba de la confianza de Lenin. Fue bajo Kámenev que el Ejército Rojo venció a todos sus enemigos y salió victorioso de la Guerra Civil. Fue un activo partidario de la estrategia ofensiva como la única forma posible de llevar a cabo operaciones militares en la Guerra Civil. Fue un importante administrador militar, que debido a la gravedad de las circunstancias de la Guerra Civil, se vio obligado a comportarse con extrema precaución en relación con la dirección del partido, para ganarse el favor de sus dirigentes.

## Condecoraciones
Por sus actividades durante la Guerra Civil, Kámenev recibió la Orden de la Bandera Roja. Tenía otras distinciones más singulares, que testificaban sus servicios especiales a la Rusia Soviética. Así, en abril de 1920, Kámenev fue premiado con el Arma de Honor de Oro (sable) del Comité Ejecutivo Central por sus victorias en el Frente Oriental, y en enero de 1921 recibió una pistola Mauser de honor con el signo de la Orden de la Bandera Roja en el mango.
En el verano de 1922, Kámenev recibió la Orden de la Estrella Roja de 1.er grado de la República Popular Soviética de Bujará por organizar la lucha contra Enver Pasha, y en septiembre de 1922 se le concedió la Orden Militar de la Bandera Roja de la República Soviética Autónoma de Corasmia por "ayudar al pueblo trabajador de Corasmia en su lucha por la liberación y por sus méritos en la lucha contra los enemigos del pueblo trabajador de todo el mundo". Junto con Semión Budionni, fue el oficial rojo más condecorado de la Guerra Civil.

## Últimos años

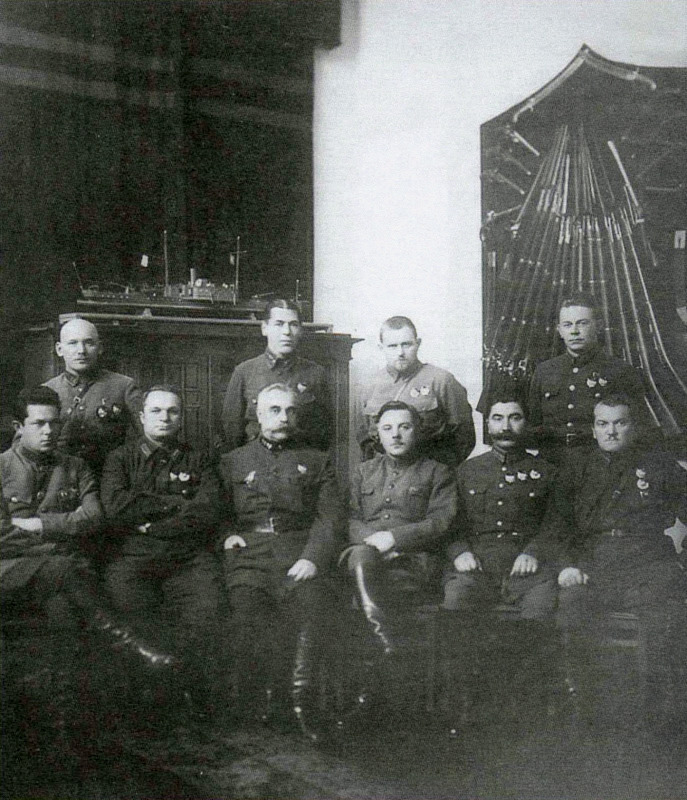
Miembros del Revvoensoviet (de izda. a dcha.). Sentados: I. Yakir, A. Yegórov, S. Kámenev, K. Voroshílov, S. Budionni, M. Lavandovski. De pie: K. Avkséntievski, B. Sháposhnikov, I. Belov, I. Uborévich, 1927

Después de la Guerra Civil, Kámenev continuó trabajando para fortalecer al Ejército Rojo. En sus trabajos y conferencias científico-militares repensó la experiencia de la Primera Guerra Mundial y la Guerra Civil. Participó en la elaboración de nuevos reglamentos para el Ejército Rojo, tras la eliminación del puesto de comandante en jefe en marzo de 1924, y sirvió como inspector del Ejército Rojo, Jefe de Estado Mayor del Ejército Rojo, Comisario Adjunto de Asuntos Militares y Navales y Presidente de la Academia Militar Frunze.
De 1934 a 1936, fue Jefe de la Dirección de Defensa Aérea del Ejército Rojo. En este último cargo, Kámenev contribuyó de manera significativa a mejorar la capacidad de defensa del país, y las tropas de defensa aérea fueron reequipadas con nuevo armamento. Kámenev fue uno de los fundadores de la famosa OSOAVIAJIM (Sociedad para la Promoción de la Defensa, la Aviación y la Construcción Química - la organización pública voluntaria soviética dedicada a apoyar al ejército y a la industria militar), y contribuyó a la organización del desarrollo del Ártico como presidente de la Comisión del Ártico. Consiguió la presidencia de la comisión de grandes vuelos, organizada por Osoaviajim. El último rango militar de Kámenev en el Ejército Imperial fue el de coronel, en el Ejército Rojo - Comandante de Ejército de 1.ᵉʳ Rango (General del Ejército).
Kámenev se unió al Partido solamente en 1930 y, en general, su destino en la era soviética fue exitoso, a diferencia de muchos de sus copmpañeros. Kámenev murió como resultado de un ataque al corazón antes del comienzo de la Gran Purga y no pasó por la calumnia, la humillación y la traición de sus camaradas. Las cenizas de Kámenev fueron enterradas en la Necrópolis del Muro del Kremlin. Sin embargo, a título póstumo -desde 1937 hasta la muerte de Stalin- Kámenev fue contado entre los "enemigos del pueblo", y su nombre y sus obras durante varias décadas quedaron en el olvido. Posteriormente, el nombre de Kámenev fue rehabilitado.

## Carrera militar
- Guerra civil (1918-1919) - comandante del Frente Oriental
- 1919-1924 - Comandante en jefe de las Fuerzas Armadas de la República
- Abril de 1924 - marzo de 1925 - Inspector del Ejército Rojo
- Marzo de 1925 - noviembre de 1925 - Jefe del Personal del Ejército Rojo
- Noviembre de 1925 - agosto de 1926 Jefes de Inspectores del Ejército Rojo
- Agosto de 1926 - mayo de 1927 - Jefe del Directorio principal del Ejército Rojo
- Mayo de 1927 - junio de 1934 - Subsecretario en el Ministerio de Militar y Armada y vicepresidente del Consejo Militar Revolucionario de la URSS
- De 1934 - jefe del Departamento de Defensa aéreo del Ejército Rojo

## Condecoraciones
- Arma de Combate del oro con la condecoración del Orden de la Bandera Roja
- Orden de la Bandera Roja de la Rusia soviética
- Orden de la Bandera Roja del República Soviética Socialista de Corasmia
- Media Luna Roja de Primera Clase de la República Popular Soviética de Bujará